# 今枝直規

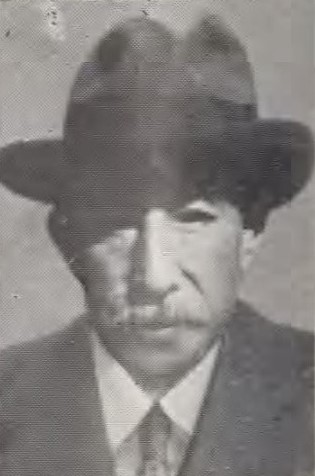
今枝直規

今枝 直規（いまえだ なおのり、1870年8月17日（明治3年7月21日）- 1942年（昭和17年）2月3日）は、明治から昭和期の山林技師、政治家、華族。貴族院男爵議員。

## 経歴
加賀藩家老・今枝直邦の長男として生まれる。父の死去に伴い、1874年（明治7年）4月25日、家督を継承。1900年（明治33年）5月9日、祖父・直応、父・直邦の明治維新の功により特旨をもって華族に列し、男爵を叙爵した。
1893年（明治26年）帝国大学農科大学実科を卒業。同年8月、営林主事に任官。以後、山林技手、岩手大林区署盛岡小林区署長、宮城大林区署栗駒小林区署長、石川県勧業事務嘱託、山林局林務技手、帝室林野管理局技手などを務めた。
1925年（大正14年）7月10日、貴族院男爵議員に選出され、公正会に属して活動し1939年（昭和14年）7月9日まで2期在任した。その他、砂防法実施調査委員、地方森林会議議員などを務めた。

## 親族
- 妻：淑（よし、長連篤長女）[1]
- 二男：外二（男爵）[1]